# Бамм, Петер
Петер Бамм (нем. Peter Bamm; настоящее имя — Курт Эммрих (нем. Curt Emmrich), 20 октября 1897, Хохнойкирх, ныне Йюхен, Германская империя — 30 марта 1975, Цолликон, кантон Цюрих, Швейцария) — немецкий врач, журналист и писатель.

## Биография
Курт Эммрих родился в Хохнойкирхе (ныне Йюхен, Рейн-Нойс), но большую часть своей юности провел в Саксонии, потому что мать переехала туда вскоре после смерти его отца.
Позже он поступил на службу в качестве добровольца в Первой мировой войне. О совместно пережитых событиях на западном фронте в своих мемуарах сообщает писатель коммунист Людвиг Ренн. После 1918 года Петер Бамм изучал медицину и синологию в Мюнхене, Гёттингене и Фрайбурге-им-Брайсгау. Он получил докторскую степень по медицине. В 1926-1934 гг. в качестве корабельного врача Бамм много раз был в кругосветных путешествиях. В 1930-е годы поселился в округе Веддинг (Берлин) и работал врачом-хирургом.
Школьное гуманитарное образование Эммриха пробудило у него интерес к различным областям знаний. Это было, как и его профессиональная деятельность в качестве врача, отправной точкой для успешной работы в качестве журналиста и писателя, для которой он избрал псевдоним "Петер Бамм". Еще в 1920-х годах он регулярно писал фельетоны для газеты «Deutsche Allgemeine Zeitung» (DAZ) под руководством её главного редактора Фрица Кляйна. После прихода к власти нацистов они вынудили Кляйна под угрозой закрытия DAZ покинуть редакцию газеты. Затем Кляйн создал еженедельную газету «Deutsche Zukunft». В то время еженедельные газеты искусно пользовались пробелами в законодательстве для того, чтобы оставаться свободными от влияния нацистов. Благодаря этому и своему небольшому тиражу «Deutsche Zukunft» оставалась свободной. И Петер Бамм продолжал свою журналистскую работу под руководством Фрица Кляйна в «Deutsche Zukunft».
Позже Эмиль Довифат напишет об этой газете: «Это издание было связано с обществом Mittwochsgesellschaft и людьми, которые позднее принимали участие в заговоре 20 июля 1944 года. Эта газета заявила о себе превосходным знанием своего дела и переиграла своей интеллектуальной эквилибристикой своих надзирателей». «Немецкому будущему» удавалось избегать влияния режима до 1940 года, но затем Кляйн был призван в вермахт. Редакцией газеты стали управлять сторонники режима и включили её в недавно созданную еженедельную газету «Das Reich». Бамму также настоятельно рекомендовали продолжить работу в новом издании, чего он хотел избежать во что бы то ни стало. Однако открытый отказ повлек бы за собой риск быть арестованным, поскольку гестапо уже следило за ним. Поэтому Бамм принял решение поступить на службу в вермахт врачом.
Во время Второй мировой войны он служил военным врачом на западном и восточном фронтах, о чем он повествует в своей книге «Невидимый флаг» ("Die unsichtbare Flagge (Kriegsbericht)", Kösel Verlag, München 1952).Бамм принял участие сначала во французской, а затем в русской кампаниях. Он не принимал участие непосредственно в боевых действиях. Бамм возглавлял военный госпиталь. На этом посту он лечил много вражеских военнопленных и гражданское население оккупированных стран. В конце войны его роту удалось эвакуировать перед приходом советских войск, и он прибыл в Данию. Здесь он был взят в плен британской армией и, все еще находясь в плену, был доставлен в Германию. Поскольку в тот момент времени союзники искали незапятнанных преступлениями нацизма немцев для возобновления работы прессы и радио, Бамму предложили работу в Службе вещания британских вооруженных сил в Гамбурге в программе Сети Британских вооруженных сил (British Forces Network). Прямо в военной форме он приступил к работе. 
В 1952-1957 гг. Бамм совершил научные путешествия на Ближний и Средний Восток. Затем Бамм работал фельетонистом в различных берлинских газетах. О пережитых им событиях во время Второй мировой войны Бамм написал книгу «Невидимый флаг». Бамм хотел доказать, что во время Второй мировой войны существовало человеческое отношение к людям (в военной медицинской службе). Автобиографическая книга Бамма «Eines Menschen Zeit» пользовалась спросом у читателя и хорошо продавалась. В 1960 году Бамм получил медаль Парацельса. С 1956 года Бамм являлся членом Немецкой академии языка и поэзии.
Петер Бамм был женат на Рут фон Штанген (Ruth von Stangen), дочери генерала и разведённой жены гамбургского врача. Пара удочерила внучку жены от первого брака.

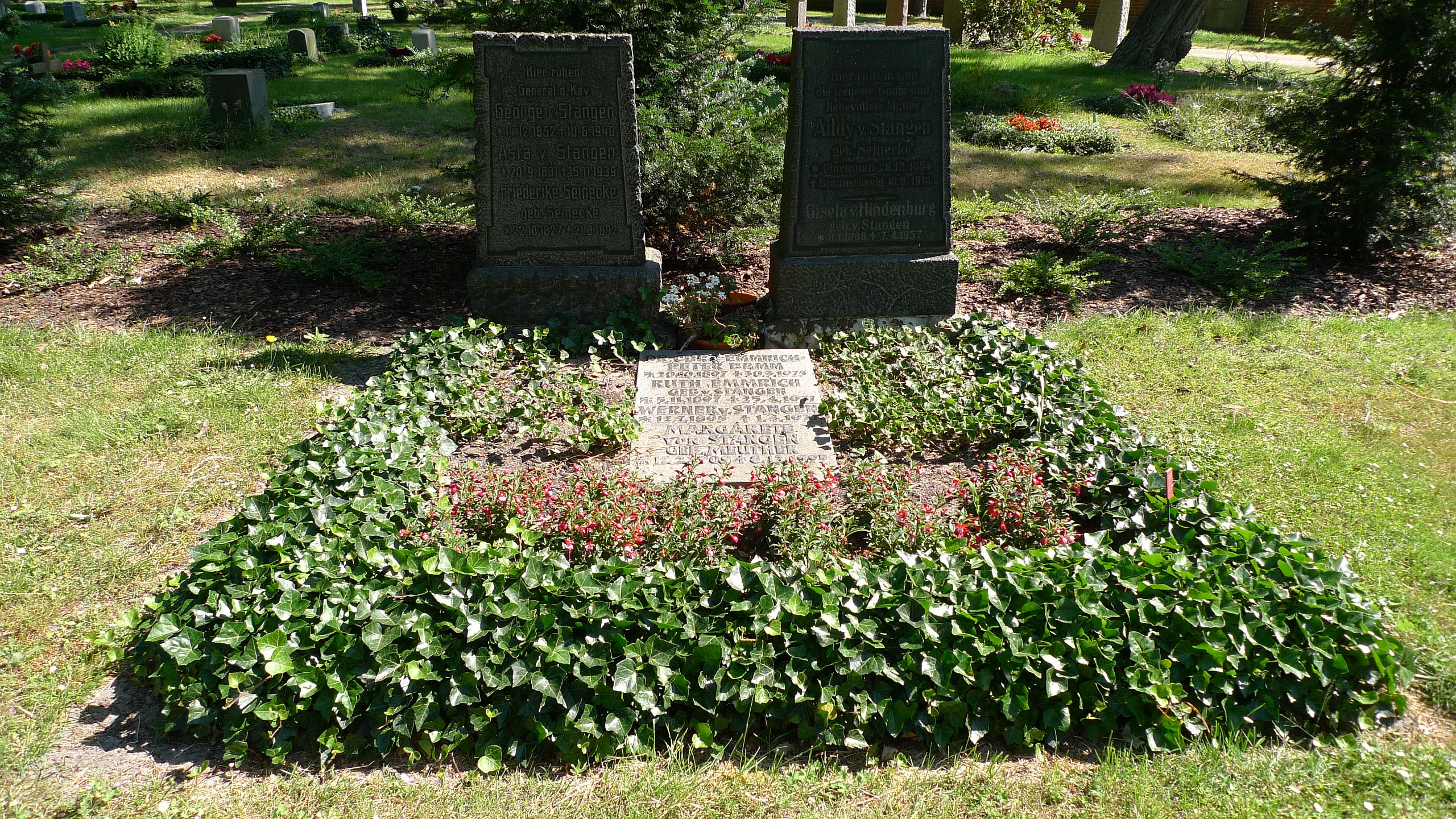
Могила Петера Бамма на кладбище Штёккен

Могила Петера Бамма находится на городском кладбище Штёккен (Abteilung 32 D, Nr. 16) в Ганновере. С 1986 года в честь Петера Бамма называется центр санитарной поддержки «Peter-Bamm-Kaserne» в Мунстере. Также в его честь назван многоцелевой зал в месте его рождения Хохнойкирхе.

## Награды
- 1972: Большой Крест за заслуги перед Федеративной Республикой Германия.

## Произведения Петера Бамма
- Peter Bamms kleine Weltlaterne (Essay-Sammlung), 1935.
- Der i Punkt, Der Kleinen Weltlaterne zweiter Schein, Peter Bamms neue Chronik (Essay-Sammlung), 1937.
- Ex ovo. Essays über die Medizin. Stuttgart 1948.
- Das Lebendige. Die Endlichkeit der Welt. Der Mensch. Drei Dispute mit Hedwig Conrad-Martius, 1951.
- Die unsichtbare Flagge (Kriegsbericht), Kösel Verlag, München 1952, als Taschenbuch: Knaur, München 1963, ISBN 3-426-00016-4.
- Frühe Stätten der Christenheit (Reisebericht), München 1955, ISBN 3-466-10017-8.
- Wiege unserer Welt, 1958 (Hrsg.).
- Welten des Glaubens, 1959.
  - als Knaur-Taschenbuch: Droemersche Verlagsanstalt Th. Knaur Nachf., München/Zürich 1963.
- An den Küsten des Lichts (Reisebericht), 1961. (Platz 1 der Spiegel-Bestsellerliste vom 8. November 1961 bis zum 16. Januar 1962)
- Anarchie mit Liebe (Essay-Sammlung), 1962. (Platz 1 der Spiegel-Bestsellerliste vom 20. März bis zum 2. April 1963)
- Alexander oder die Verwandlung der Welt (Biografie), 1965. (Platz 1 der Spiegel-Bestsellerliste vom 14. bis zum 27. März 1966)
- Alexander der Große. Ein königliches Leben, 1968.
- Adam und der Affe (Essay-Sammlung), 1969.
- Eines Menschen Zeit. Zürich 1972 (Autobiografie). (Platz 1 der Spiegel-Bestsellerliste vom 2. Oktober 1972 bis zum 8. April 1973)
- Am Rande der Schöpfung, (Essays und Kolumnen), 1974.
- Werke in zwei Bänden, 1230 S., Droemer, Zürich, 1967.
- Бамм Питер Невидимый флаг. Фронтовые будни на Восточном фронте. 1941-1945 (Перевод книги: И. А. Емец): Издательство "Центрполиграф", 2006 ISBN 5-9524-2146-6.

## Интересные факты
В своей книге «Невидимый флаг» ("Die unsichtbare Flagge (Kriegsbericht)", Kösel Verlag, München 1952) в главе 7 "Могила на Буге" Петер Бамм описывает впечатления о двух осенних неделях своего пребывания в г. Николаеве на юге Украины в составе медицинского подразделения немецкой армии. Бамм также повествует о преступлениях, которые совершали немецкие национал-социалисты в г. Николаеве против граждан СССР иудейской веры. В 2020 г. историки Владимир Щукин и Алексей Шаповалов написали критическую статью "События Холокоста в Николаеве в воспоминаниях немецкого военного врача Курта Эммриха (Петера Бамма)".